# Катемако (озеро)
Катема́ко (исп. Catemaco) — пресноводное озеро в одноимённом муниципалитете мексиканского штата Веракрус, располагается между вулканами Сан-Мартин-Тустла и Сан-Мартин-Пахапан. На озере имеются острова.